# 宝钞印

元朝宝钞印

宝钞印、也称钞印，全称宝钞之印或宝钞印鉴，是古时用于印纸钱的官印。

## 历史
宝钞印最先出现在宋朝，由于经济发达，政府发布了纸币交子以增加货币供应量。
随后一个管理现金的政府部门内宝钞局被成立，负责生产，发行纸币
在民国时期，机器取代了人工印钞。